# Hôtel de ville de Huy
L'hôtel de ville de Huy (en wallon : Mohone di vèye di Hu) est un bâtiment administratif de la Grand-Place de Huy (province de Liège, Belgique) construit en 1766.

## Localisation
Bien que situé sur la Grand-Place de Huy, l'hôtel de ville n'occupe pas une position centrale sur un des côtés de cette place. Il se trouve à gauche du côté est, où aboutit la rue des Fouarges et est entouré par deux étroites voies piétonnes menant à la pittoresque place Verte.

## Histoire
L'hôtel de ville actuel a été érigé à la place d'une halle aux grains qui s'appelait la Maison du Coq. Le bourgmestre de la ville de Huy Barthélemy-Joseph Masson émet l'idée dès 1754 de remplacer cette Maison du Coq délabrée par un nouvel édifice. C'est en 1764 que le budget nécessaire à la construction de l'hôtel de ville est réuni, entre autres grâce au don du prince-évêque de Liège Charles-Nicolas d'Oultremont. En 1765, les travaux sont entrepris d'après les plans de l'architecte Jean-Gille Jacob né à Hermalle-sous-Huy. La façade est terminée en 1766 (datation sur le fronton polychrome) mais l'aménagement intérieure n'est terminé qu'en 1777. En 1902, la façade arrière est flanquée d'un ajout prolongeant la travée centrale.

## Description
La façade symétrique érigée en brique et pierre calcaire possède trois niveaux et cinq travées. Les trois travées centrales sont placées en ressaut par rapport aux travées latérales et sont surmontées par un fronton triangulaire où apparaissent les armes de la ville qui remplacent les armoiries en polychromie de Charles-Nicolas d'Oultremont, bouchardées lors de la révolution liégeoise de la fin du XVIIIe siècle, l'année 1766 et des rocailles réalisées en tuffeau de Zichen. La façade est précédée par un perron menant au bel étage. Trois oculus émergent de la toiture en ardoises. Des épis en fer forgé surmontent les cheminées. Le clocheton est une tour-lanterne de plan carré dominant le bâtiment et abritant l'horloge et le carillon. La façade arrière donnant sur la place Verte est réalisée beaucoup plus sobrement.

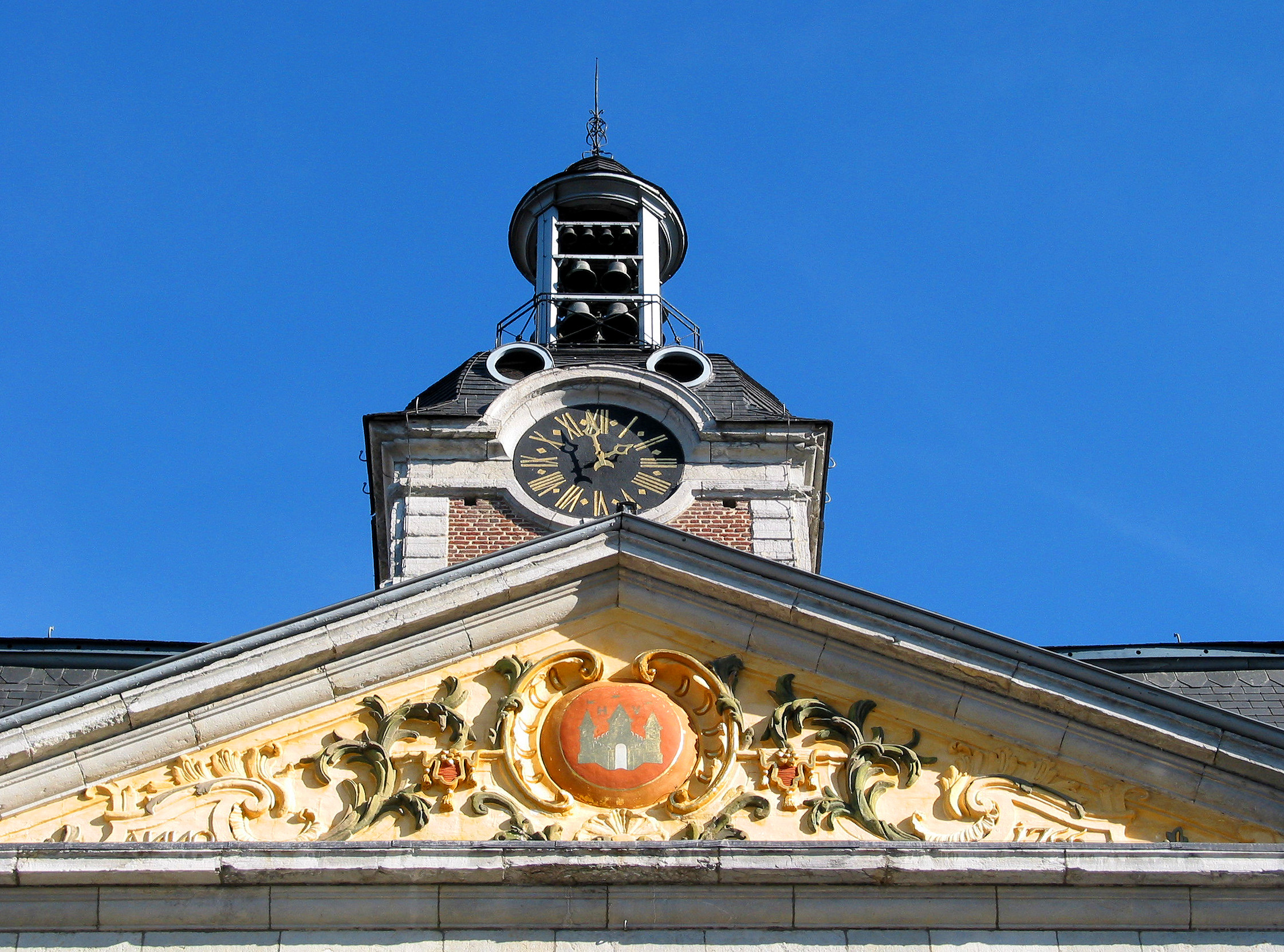
Le fronton et la tour-lanterne de l'hôtel de ville de Huy

### Lien  externe
- Inventaire du patrimoine  culturel immobilier de la Région wallonne